# Сьюзан Войчицькі
Сью́зан Дая́н Войчи́цькі (Вучи́цкі, англ. Susan Diane Wojcicki, [/wʊˈtʃɪtski/]; 5 липня 1968, Санта-Клара, Каліфорнія — 9 серпня 2024, Санта-Клара, Каліфорнія) — головна виконавча директорка (CEO) компанії «YouTube» з лютого 2014 року по 2023.

## Життєпис
Сьюзан Войчицькі народилася 5 липня 1968 року в Санта-Кларі, штат Каліфорнія.
Мати — Естер Войчицькі (до шлюбу Хохман), педагогиня та журналістка. Батько — Стенлі Войчицькі, професор фізики в Стенфордському університеті. Сьюзан має двох сестер: Джанет — ад'юнкт-професорка педіатрії в Каліфорнійському університеті Сан-Франциско і Анна — засновниця компанії 23andMe.

### Навчання
У 1990 році закінчила з відзнакою факультет історії Гарвардського університету. В 1998 році здобула ступінь магістра.
Закінчила школу менеджменту, аспірантуру в Стенфордському університеті, за спеціальністю «Економіка».
У 1990 році, на останньому курсі навчання, записалась на курс з основ програмування CS50, який був розрахований на новачків, але побудований так, що його закінчували практично готові фахівці.
Працювала в галузі маркетингу в Intel в Санта-Кларі, штат Каліфорнія.

### Кар'єра
У вересні 1998 року здала в оренду Сергію Бріну та Ларрі Пейджу гараж, в якому ті в свою чергу придумали технологію свого пошуковика. Пізніше Сьюзан Войчицькі звільнилась зі стабільної посади в уже розкрученої до того моменту Intel заради сумнівного проєкту, розробленого двома студентами.
З 1999 року працює в Google, увійшовши в історію цієї компанії як «співробітниця під номером 16».
«Думаю, я завжди вміла бачити речі наперед. Коли я прийшла в Google, люди питали мене: „Навіщо ти влаштовуєшся туди?“. У той час компанія була дуже маленькою. Але я бачила потенціал Google, бачила, як вона виросте в майбутньому. Я бачила в цьому сенс, попри те, що таких, як я, було мало», — сказала Войчицькі в інтерв'ю в програмі Recode Decode.
Перша директорка Google з маркетингу. Спочатку займалася розробкою стилю компанії.
Авторка ідеї розміщення дудлів на головній сторінці пошукової системи. Дудли — ілюстрації, анімації, які заміняють логотип Google в святкові дні. Займалася проєктами AdWords, Google Analytics AdSense. AdSense — одне з основних джерел доходів Google. За 1 квартал 2014 року AdSense приніс Гуглу $3,4 млрд.
2005 рік — займалася запуском сервісу Google Videos (також запускала служби Google Images и Google Книги).
2005—2014 роки — старша віцепрезидентка Google з реклами.
В 2012 році довірені їй підрозділи (AdWords и AdSense, Analytics та DoubleClick) отримали $43,5 млрд доходу, що склало 87 % доходів всієї компанії Google.
Войчицькі запропонувала адаптацію Google AdWords в самостійну платформу, і тепер це великий сервіс, за допомогою якого власники сайтів розміщують на своїх майданчиках близькі за змістом рекламні оголошення і заробляють на кліках. За її порадою Google придбав DoubleClick, засновану в 1995 році рекламну компанію, чиї технології допомогли покращити таргетування по користувачу.
З лютого 2014 по 16 лютого 2023 року — головна виконавча директорка (CEO) YouTube. Керує YouTube і деякими перспективними проєктами: переходом до віртуальної реальності, сервісом прямих трансляцій и сервісом підписок.
16 лютого 2023 року оголосила про свою відставку з YouTube у блозі компанії. Вона сказала, що хоче зосередитися на "сім'ї, здоров'ї та особистих проєктах", але буде виконувати роль радниці в Google та Alphabet.

## Особисте життя
Одружилася з Деннісом Тропером 23 серпня 1998 року в Ралстон-Голі в Бельмонті.
Народиола п'ятеро дітей. 16 грудня 2014 року, перед тим, як піти у п'яту декретну відпустку, написала статтю в The Wall Street Journal про важливість оплачуваної декретної відпустки. Її часто цитували, коли вона говорила про важливість пошуку балансу між сім'єю та кар'єрою.
Найстарший син, Марко Тропер, першокурсник Каліфорнійського університету в Берклі, помер у віці 19 років в лютому 2024 року від випадкового передозування, спричиненого смертельною комбінацією наркотиків, — про це повідомив офіс шерифа округу Аламіда.

## Хвороба та смерть
Протягом двох років Войчицькі боролася з раком легень.
9 серпня 2024 року у віці 56 років вона померла- Наступного дня новину про смерть оприлюднив у пості на платформі 𝕏 генеральний директор Google і Alphabet Сундар Пічаї.